# Vítová (Fryšták)
Vítová (německy Veit) je část města Fryšták. Nachází se 5 km od statutárního města Zlín.

## Historie
V pravěku na tomto území sídlil lid s kamennými nástroji a šňůrovou keramikou. Ve středověku souvisely dějiny Vítové s hradem Lukovem.
Vítová je poprvé zmíněna v zemských deskách v roce 1480, kde je uvedena jako poddanská obec hradního statku lukovského.
Předtím byla obec tvořena menším samostatným statkem, který v roce 1398 vlastnil Malý z Lukova.
Roku 1516 je obec uváděna jako pustá a znovu obsazena byla až kolem roku 1548.

## Pamětihodnosti
- Kaplička

## Galerie

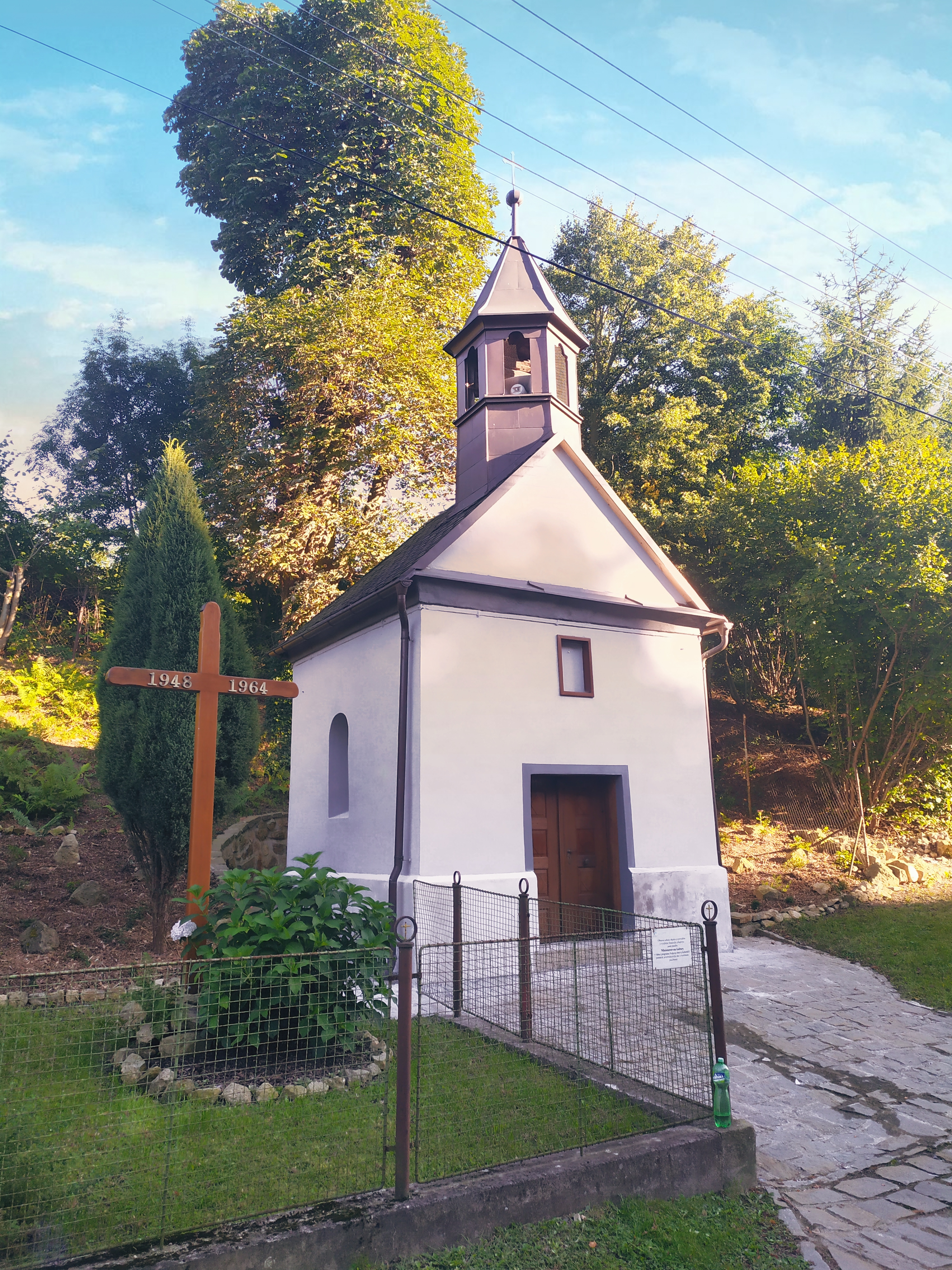
Památkově chráněná kaple z r. 1860
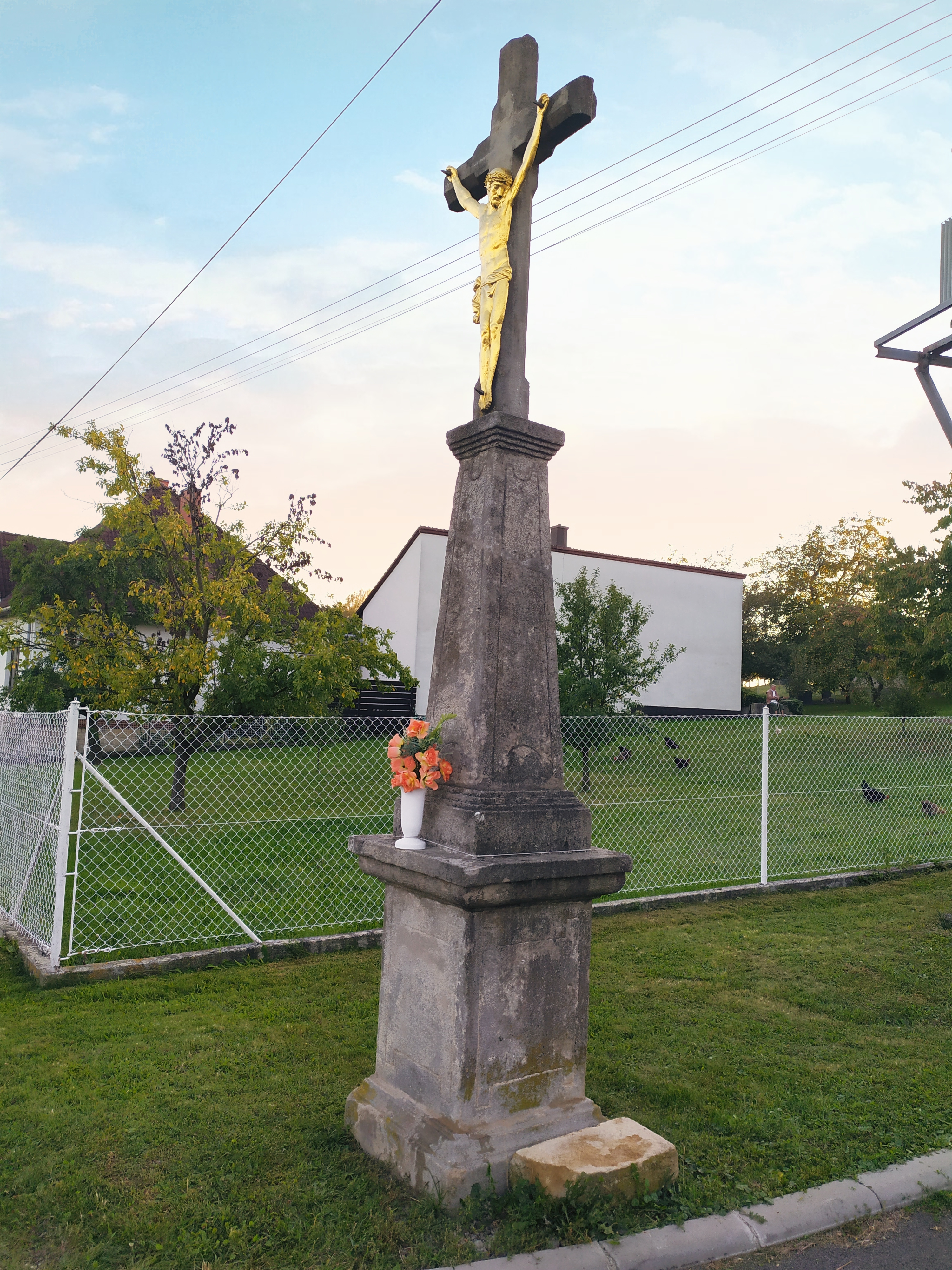
Kříž
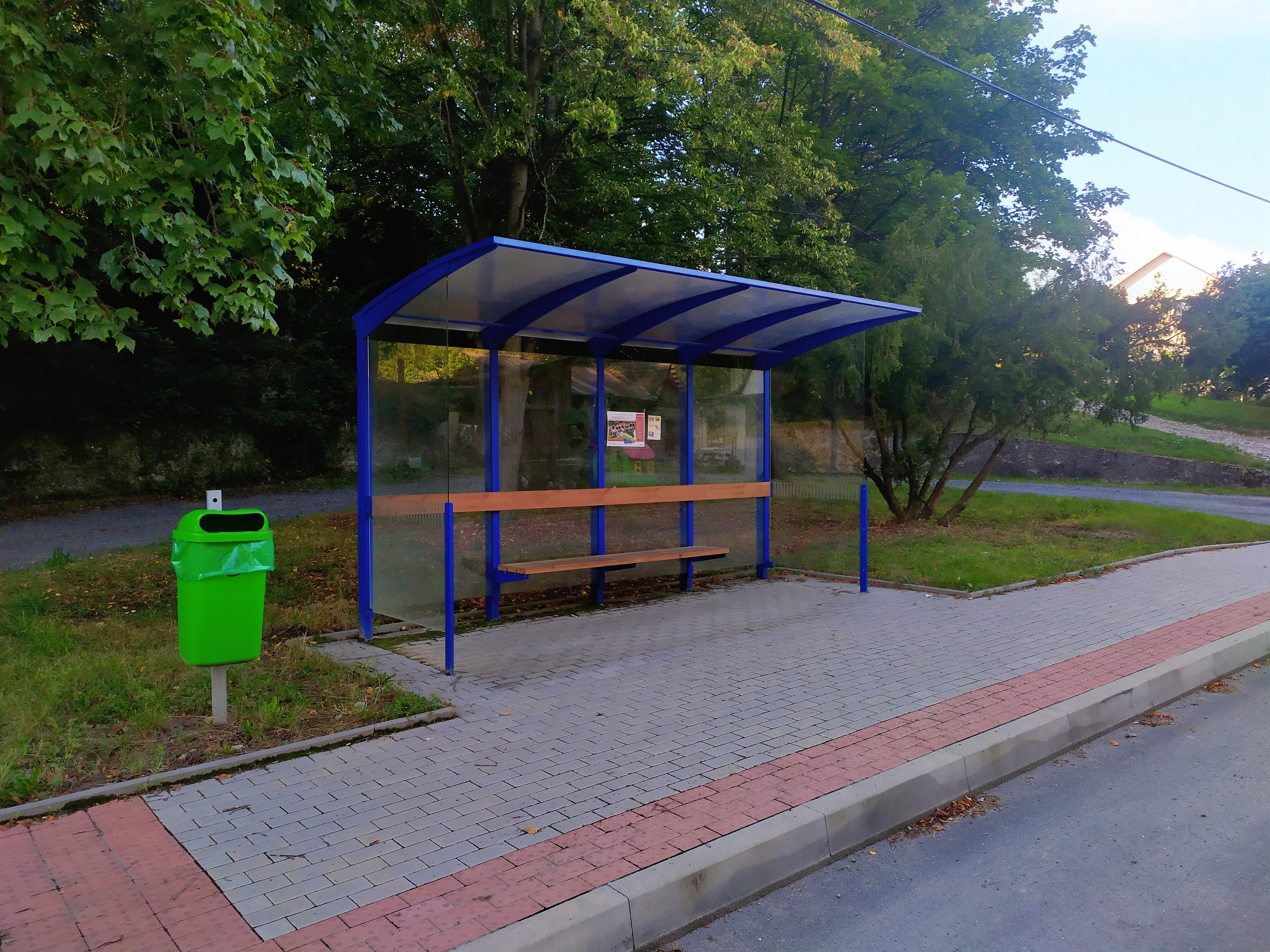
Autobusová zastávka
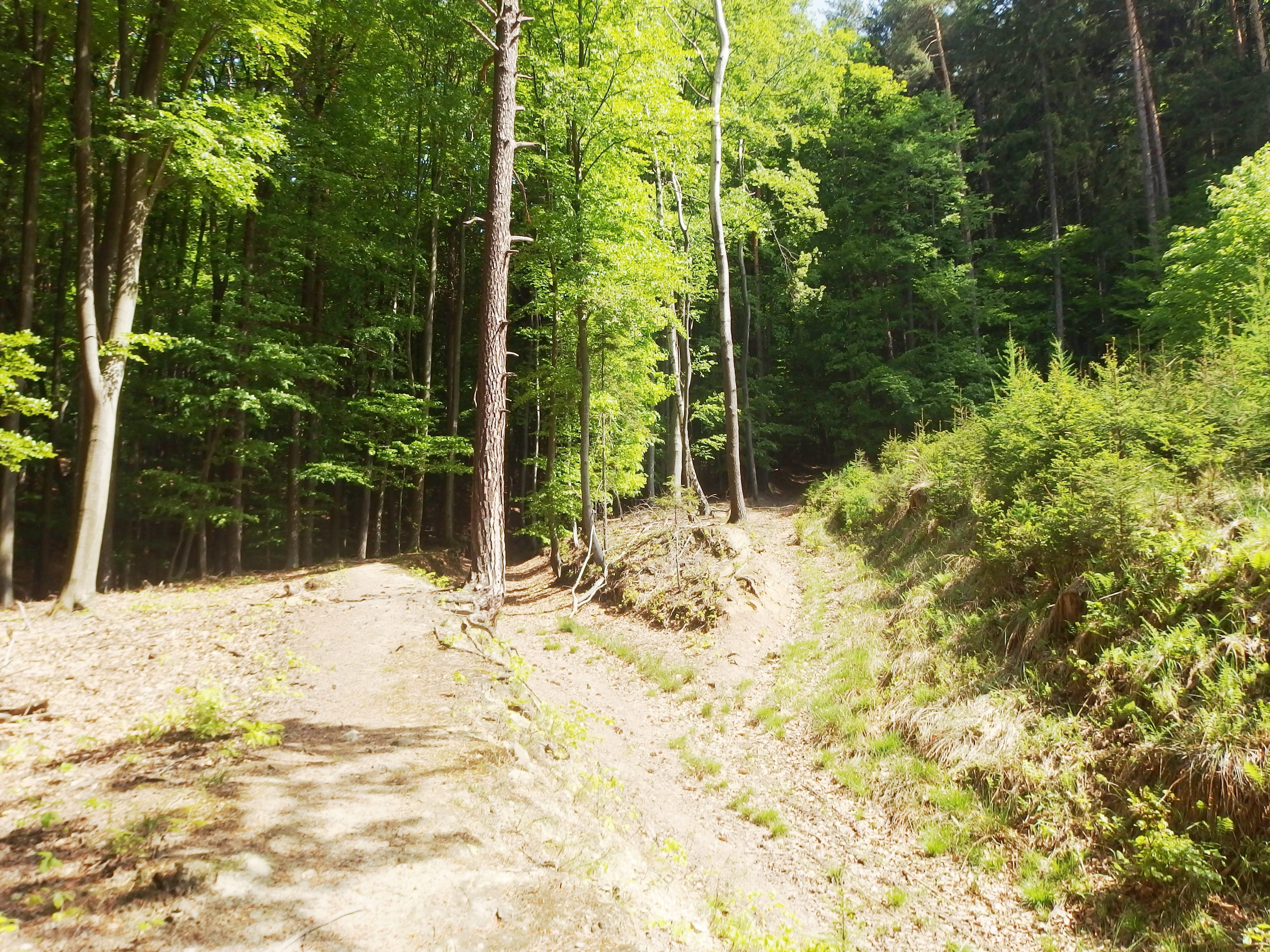
Lesní cesta na vrch Velá